# Cristopher Aguilar
Cristopher Yoet  Aguilar Mejía (San Pedro Sula, Honduras, 7 de febrero de 1991) es un futbolista hondureño que se desempeña como defensa central y actualmente milita 
en el Caledonia AIA de la Primera División de Trinidad y Tobago.

## Trayectoria
Hizo todas las formativas en la Academia de Fútbol Pumas de la ciudad de San Pedro Sula, y en 2013 pasó al Ingenio Villanueva de la Liga de Ascenso de Honduras.
El 7 de julio de 2014 se anunció su salida al fútbol extranjero, precisamente al Caledonia AIA de la Primera División de Trinidad y Tobago.

## Clubes
| Club               | País              | Año           |
| ------------------ | ----------------- | ------------- |
| Ingenio Villanueva | Honduras          | 2013 - 2014   |
| Caledonia AIA      | Trinidad y Tobago | 2014-presente |